# Schloss Bipp

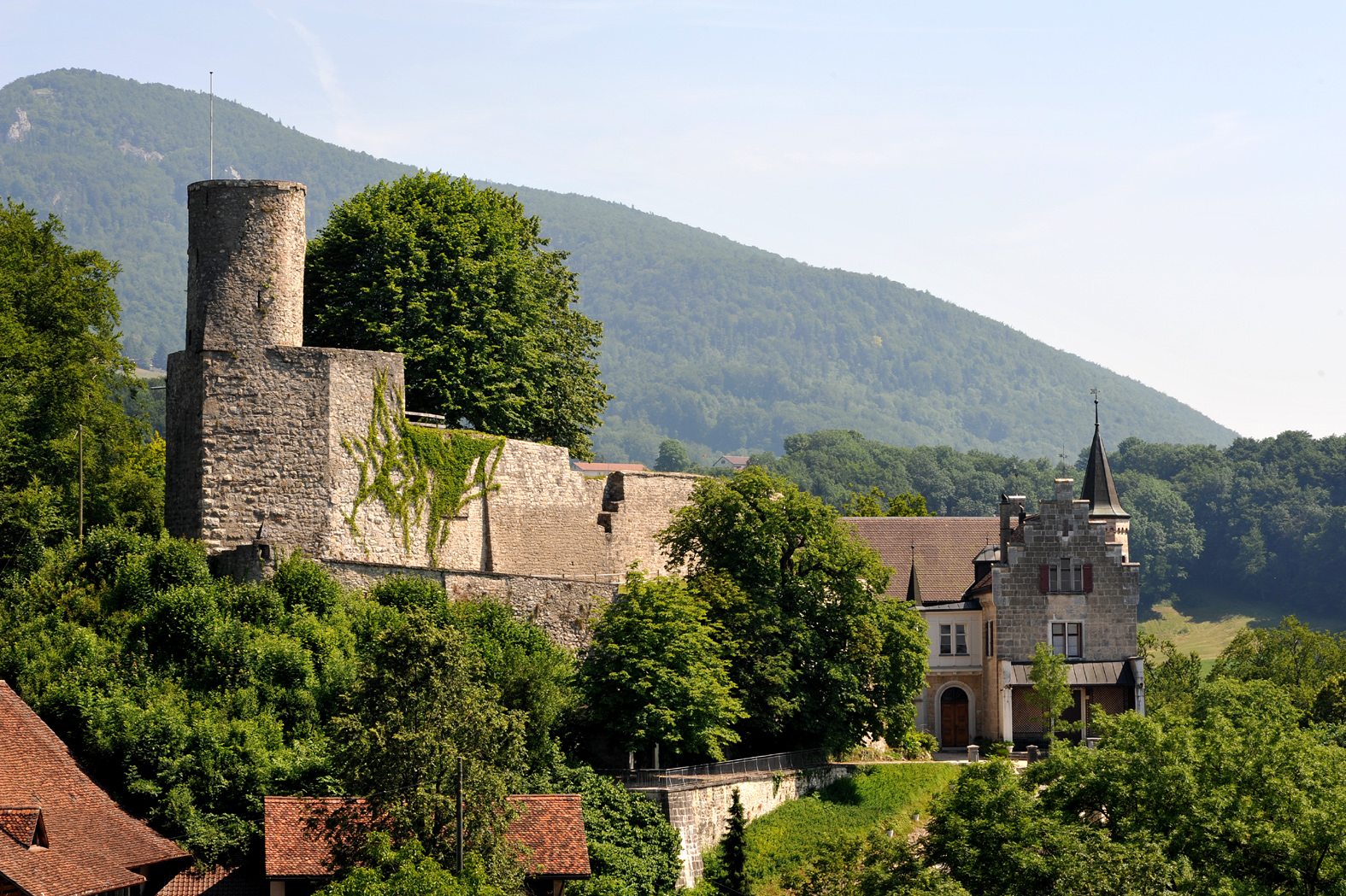
Schloss Bipp

Das Schloss Bipp ist eine Burg aus dem 13. Jahrhundert in der Gemeinde Oberbipp im Kanton Bern. Sie wurde in späterer Zeit mehrfach umgebaut und ist heute in Privatbesitz.

## Geschichte
In einer Königsurkunde vom 9. März 968 wird das Schloss Bipp erstmals urkundlich erwähnt (betwa bippo capella burgoni una). 1268 wird die Burg Bipp als Besitz der Grafen von Frohburg urkundlich erwähnt. Ende des 13. Jahrhunderts kam sie an die Grafen von Neuenburg-Nidau und wechselte Mitte des 14. Jahrhunderts in den Besitz der Kyburger. 1407 verkauften die Kyburger die Burg an die Städte Bern und Solothurn, welche die dazugehörende Herrschaft gemeinsam verwalteten. 1463 erwarb Bern die Besitzung ganz und benutzte das Bauwerk als Sitz des bernischen Landvogts.
Beim Franzoseneinfall in die Schweiz 1798 wurde die Burg geplündert und beschädigt. 1805 verkaufte der Kanton Bern die bereits stark verfallene Burgruine an eine Privatperson. Sie wurde zeitweise als Steinbruch genutzt. 1852 erwarb der Basler Johann Jakob Stehlin-Hagenbach (später Bürgermeister von Basel) das Grundstück. 1855 wurde das heute noch erhaltene Herrschaftshaus anstelle des alten Kornhauses erbaut, nach einem Entwurf des Sohnes der Besitzer, des Architekten Johann Jakob Stehlin dem Jüngeren. Seither wird die Anlage allgemein als Schloss Bipp bezeichnet.
Eine Sage berichtet, dass ein Vogt vom Schloss Bipp, der einen Flüchtigen am Freistein bei Attiswil niederstach, innerhalb eines Jahres nach schwerem Siechtum verstarb. Seither kommt er in manchen Frühlingsnächten zurück an den Ort seiner Tat.
Das Burggelände befindet sich in Privatbesitz und ist nicht frei zugänglich.